# 三賢人の会
三賢人の会（さんけんじんのかい）は、1970年代の自由民主党において衆議院議員であり自民党三賢人と呼ばれた椎名悦三郎、前尾繁三郎、灘尾弘吉による会合のこと。

## 概要

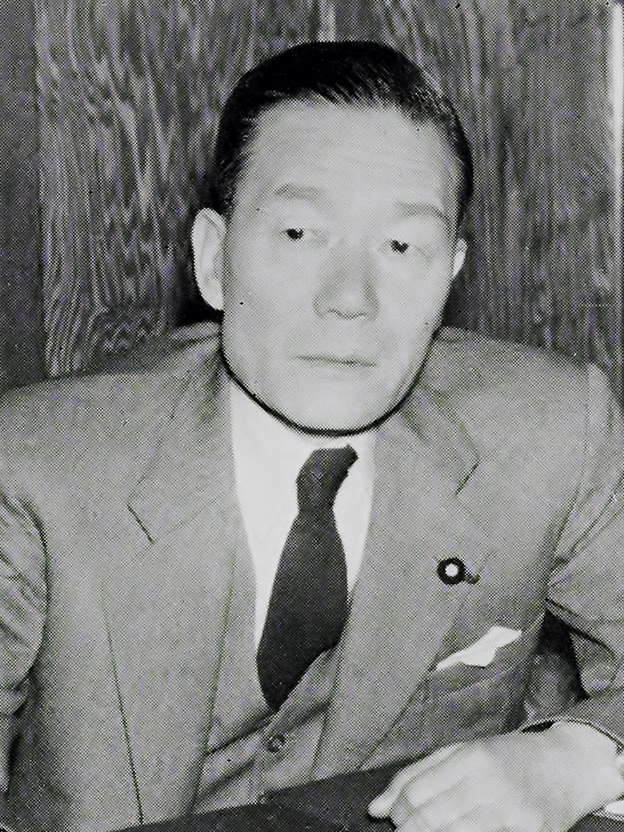
椎名悦三郎
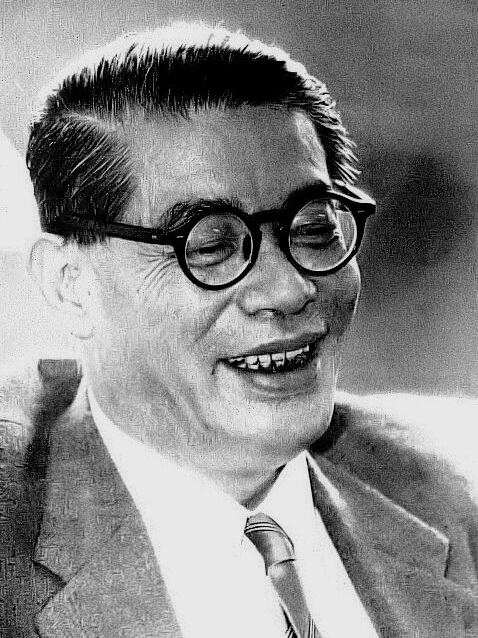
前尾繁三郎
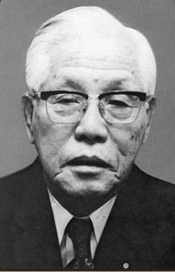
灘尾弘吉

1971年4月に宏池会領袖を辞任して派閥を去った前尾に対して、戦争末期に灘尾とは次官仲間で食事会を開いていた椎名が誘ったのがきっかけである。
椎名の誘いは1964年7月に第3次池田内閣の内閣改造人事において直前まで自民党幹事長であり宏池会幹部であった前尾が椎名を外務大臣に推薦したこともあったが、椎名の前尾への政治家への姿勢への理解や共感があったとされる。椎名から前尾も会合に誘うと事前に聞かされた灘尾も承諾していた。
3人は官僚出身（椎名は商工官僚出身、前尾は大蔵官僚出身、灘尾は内務官僚出身）であり見識も高く1970年4月までに数々の政権要職についていたが、寝業師的工作は苦手とするなどの共通点があった。
3人は月に一度は各々のお気に入りの料亭を輪番で廻り、料亭を指定した人間が費用を払うことで会うようになった。3人だけの内輪の集いであり、会合が始まると秘書たちも締め出された。会合は普通は2時間であり時には4時間になることもあった。
この会合は政治部記者に知られるようになり、3人は「三賢人」と呼ばれ、会合は「三賢人の会」と呼ばれるようになった。政治部記者がこの会合について3人への取材を試みても、3人が会合の中身について直後に洩らすことはなく、「ただ飯を食ってバカ話をするだけ」と説明していた。後に前尾によると、「昔話や四方山話が多かったが、政談や時局の話もした。3人とも野心がなく、口が堅いから何をしゃべっても洩れる心配がなかったため、何でも率直にありのままの話が出来た。」と述べている。
椎名は1972年8月の田中政権発足時に自民党副総裁に就任した。その後、1973年5月に前任者の失言問題で辞任した後任の衆議院議長に前尾を、1974年12月に三木政権が発足した時は灘尾を自民党総務会長に就任したが、これは自民党副総裁だった椎名による強い推薦によるものであった。三木政権が発足した1974年12月から三木政権が内閣改造した1976年9月まで椎名は自民党副総裁、前尾は衆議院議長、灘尾は自民党総務会長とそれぞれ要職についていた。この期間における1975年10月の三賢人の会合では三公社五現業のスト権ストについて意見交換を行ったと新聞記事が載る等して注目を集めた。
1976年12月に三木政権が退陣して福田政権が発足すると、椎名と前尾はそれぞれ自民党副総裁や衆議院議長といった要職を退いて無役となった。その後、1978年10月に椎名が引退を表明。1979年2月に灘尾が衆議院議長に就任した。
椎名は1979年6月に入院し、同年9月に衆院解散と同時に政界引退し、衆院選挙中の最中に死去。椎名と前尾と灘尾による三賢人の会合は1979年5月22日が最後となった。
1981年7月に前尾が現職国会議員として死去し、1983年11月に灘尾が政界を引退したことで会合は自然消滅した。

## その他
- 3人の年齢や官界入りという形での序列は椎名（1898年1月生、1923年官界入り）、灘尾（1899年12月生、1924年官界入り）、前尾（1905年12月生、1929年官界入り）である。だが、前尾は灘尾が自民党総務会長（1974年12月就任）や衆議院議長（1979年2月就任）に就任するより前に衆議院議長（1973年5月就任）に就任していたこと、灘尾より前に政界入りしていることもある一方で（前尾は1949年初当選、灘尾は1952年初当選、ちなみに椎名は1955年初当選）、前尾の衆議院議長就任や灘尾の自民党総務会長就任には椎名が自民党副総裁として強く推薦して実現したことの事情等もあって、書籍等では3人は椎名、前尾、灘尾の順で表記されることが多い。
- 1979年9月に椎名が死去し、同年10月に前尾が衆院選で落選するも、同月の衆院選では椎名の次男である椎名素夫（官僚にはならず、政界入りする前は物理学者や実業家をしていた）が初当選しており、1980年6月に衆院選で前尾が当選して復活した時に、灘尾が素夫を誘って3人で会合を開くようになった[6][10]。政治部記者からは「三賢人の会、復活か」と言われたが、素夫は「とんでもない。2.05ぐらい。」と謙遜していた[11]。素夫によると、前尾と灘尾の話は「あの時の陸軍はひどかった」「そうだ、苦労したな」といった感じの会話であり、戦前から日本の政治や行政で起きたことをどう処理したかの昔話が多く、右に向いてたものをどうやって左に向けたのかというような話もあり、政治は人間がやることだから話が非常に参考になったという[6]。
- 作家の城山三郎は3人について小説中で、椎名は「仙人」、前尾は「学者」、灘尾は「詩人」又は「宗教家」の趣があるとしている[12]。
- 一方で、政治評論家の三宅久之は金美齢との対談で3人について、共通項として「グズったれ」「無精者」を挙げ酷評し、城山の小説についても疑義を呈している[13]。